# Festival de Cinema da Bienal Internacional de Curitiba
Realizado há 20 anos dentro da programação da Bienal de Curitiba, o Festival de Cinema da Bienal Internacional de Curitiba (FICBIC) passou a ser anual a partir de 2014. 
A programação é composta por categorias, como Panorama do Cinema Mundial e Brasileiro, Cinema em Retrospectiva, Universo Z, Circuito Universitário com mostra competitiva e +Circuitos. O Festival de Cinema inclui em sua programação uma mostra competitiva voltada para fomentar e reconhecer a produção realizada dentro das universidades, além de exibir filmes de novos talentos e promover debates e bate-papos. 
O Festival de Cinema da Bienal Internacional de Curitiba é organizado pela Bienal Internacional de Curitiba em parceria com a Secretaria de Estado da Cultura/Governo do Paraná e Prefeitura Municipal de Curitiba/Fundação Cultural de Curitiba, Secretaria de Estado da Cultura do Paraná e conta com apoio do Ministério da Cultura do Governo Federal por meio da Lei Federal de Incentivo à Cultura.